# Nemoura pesarinii
Nemoura pesarinii is een steenvlieg uit de familie beeksteenvliegen (Nemouridae). De wetenschappelijke naam van de soort is voor het eerst geldig gepubliceerd in 1979 door Ravizza & Ravizza-Dematteis.